# Teoria do duplo genocídio
A teoria do duplo genocídio acusa a Frente Patriótica Ruandesa (FPR) de se envolver em um "contragenocídio" contra os hutus que ocorreu adicionalmente ao genocídio ruandês.  A maioria dos estudiosos de Ruanda, como Scott Straus e Gerald Caplan, dizem que a violência da FPR contra os hutus não corresponde à definição de "genocídio", considerando que, em vez disso, consistiu em crimes de guerra ou crimes contra a humanidade. 

## Exemplos
Black Furies, White Liars, um livro do jornalista investigativo francês Pierre Péan, acusa a FPR de genocídio contra os hutus. Jean-Pierre Chrétien, um historiador francês, criticou a "incrível paixão revisionista" de Péan.  Um estudo de 2003 de Philip Verwimp, baseado em oito meses de pesquisa de campo no centro e sul de Ruanda durante um período de dois anos, descobriu que o número absoluto de tutsis mortos era o dobro dos hutus e que os padrões dos assassinatos para os dois grupos diferiram.  Verwimp reconheceu que seu estudo foi apenas um teste parcial da tese do genocídio duplo, uma vez que excluiu as prefeituras onde a maioria dos assassinatos da FPR foram supostamente cometidos, mas concluiu argumentando que "para aquelas prefeituras em que realizamos nosso trabalho de campo, o termo genocídio deveria ser reservado para os assassinatos cometidos pela Interahamwe e as Forças Armadas Ruandesas, e outra palavra deve ser usada para os assassinatos cometidos pela FPR. Essa palavra pode ser massacre ou terror ou outra palavra, dependendo do evento."

Um grande esforço foi feito para garantir que o foco permaneça exclusivamente nas vítimas tutsis francófonas e seus algozes hutus. Mas, do estimado um milhão de pessoas mortas, entre 300.000 e 500.000 delas eram tutsis, de acordo com as melhores estimativas. E as outras 500.000 a 700.000 pessoas? Quem é o responsável por suas mortes?

—Christian Davenport
Professor de Estudos para a Paz na Universidade de Michigan
Em 2009, os estudiosos Christian Davenport da University of Michigan e Allan C. Stam do Dartmouth College argumentaram que o genocídio anti-tutsi constituiu apenas parte do massacre da primavera e do verão de 1994; que a FPR era "claramente responsável" por outra parte importante dos assassinatos; que as vítimas foram "distribuídas de maneira bastante uniforme entre tutsis e hutus"; que a maioria dos mortos era hutu, em vez de tutsi; e que, "entre outras coisas, parece que simplesmente não havia tutsis suficientes em Ruanda na época para contabilizar todas as mortes relatadas". 
Em outubro de 2014, um documentário da BBC, Rwanda: The Untold Story, foi ao ar com entrevistas com Davenport e Stam. Sugeriu que a FPR de Kagame esteve envolvida no abate do avião de Habyarimana. Isso gerou uma controvérsia considerável.  Depois disso, o governo de Ruanda proibiu as transmissões de rádio da BBC em kinyarwanda do país  antes de conduzir uma investigação de três semanas sobre o documentário. 
Em 2018, a jornalista canadense Judi Rever lançou um livro intitulado In Praise of Blood. Com base em entrevistas com desertores da FPR e documentos ultrassecretos que vazaram do Tribunal Penal Internacional para o Ruanda, Rever argumentou que os assassinatos etnicamente direcionados de hutus pela FPR, começando em 1990 em Ruanda e em 1996 no Zaire, também deveriam ser chamados de "genocídio". Os estudiosos tiveram reações mistas à descrição de Rever desses assassinatos como "genocídio". René Lemarchand chamou o livro de um "inquérito pioneiro", "destinado a se tornar leitura obrigatória para qualquer um que reivindicar competência no genocídio de Ruanda".  O cientista político Scott Straus foi crítico, escrevendo que, em sua opinião, as evidências mostravam que os assassinatos de civis hutus pela FPR constituíam crimes contra a humanidade, mas não um genocídio duplo.  Da mesma forma, Gerald Caplan disse que a FPR havia cometido "crimes de guerra" contra os hutus, mas esses crimes não atendiam à definição de genocídio.